# إيفان رومانتشك
إيفان رومانتشك (بالأوكرانية: Романчук Іван Валентинович)‏ هو لاعب كرة قدم أوكراني في مركز الهجوم، ولد في 7 مارس 1990 في إيفانو-فرانكيفسك في أوكرانيا. لعب مع نادي فورسكلا بولتافا.

## وصلات خارجية
- إيفان رومانتشك على موقع قاعدة بيانات كرة القدم.إي يو (الإنجليزية)
- إيفان رومانتشك على موقع Soccerway.com (الإنجليزية)